# Dicranomyia (Dicranomyia) dravidiana
Dicranomyia (Dicranomyia) dravidiana is een tweevleugelige uit de familie steltmuggen (Limoniidae). De soort komt voor in het Oriëntaals gebied.